# 迪米塔尔·库兹曼诺夫
迪米塔尔·库兹曼诺夫（發音：[diˈmitɐr ˈkuzmɐnɔf] ⓘ；昵称 Miko；1993年7月28日—），保加利亚男子网球运动员。
库兹曼诺夫目前在ATP挑战巡回赛拥有3个单打冠军，在ITF男子世界网球巡回赛上有20个单打和6个双打冠军。
迪米塔尔·库兹曼诺夫出生于保加利亚的普罗夫迪夫，父亲萨夫科·库兹曼诺夫（Savko Kuzmanov）是一名航空工程师，母亲多拉·兰格洛娃曾是保加利亚联合会杯代表队的队员，目前也担任该队队长。他的母系家族与体育运动渊源深厚。多拉的父亲兹德拉夫科·兰格洛夫（Zdravko Rangelov）是普罗夫迪夫地区网球运动的创始人之一，曾是一名网球运动员，并长期在火车头网球俱乐部（Tennis Club Lokomotiv）担任教练；而她的母亲曾是一名排球运动员和教练。多拉的兄弟斯特凡·兰格洛夫（Stefan Rangelov）也曾是一名网球运动员，现为网球教练。
库兹曼诺夫六岁时开始接触网球，当时他的母亲多拉带他到普罗夫迪夫火车头网球俱乐部的球场练球，正是他的舅舅斯特凡给了他第一把网球拍并开始对他进行训练。多年来，迪米塔尔·库兹曼诺夫是保加利亚不同年龄组的冠军，并且是包括戴维斯杯代表队在内的保加利亚国家网球队成员。